# Orthochtha ampla
Orthochtha ampla är en insektsart som först beskrevs av Sjöstedt 1931.  Orthochtha ampla ingår i släktet Orthochtha och familjen gräshoppor. Inga underarter finns listade i Catalogue of Life.